# Digital Extremes
Digital Extremes是加拿大一家電子遊戲開發商，公司於1993年由詹姆斯·施馬茲（James Schmalz）創立，其總部座落於加拿大安大略省倫敦。該公司以打造免費的線上合作動作遊戲《戰甲神兵》，及與Epic Games合作開發《魔域幻境》系列而聞名。
2014年，中國遊戲開發與發行商樂遊科技以7320萬美元收購Digital Extremes 61% 的股份，剩下的39%股份則由Digital Extremes董事長麥可·施馬茲（Michael Schmalz）與其他兩位合作夥伴持有。2016年5月22日，樂遊以總金額1億3820萬美元購入該公司買權並持有97%股份。

## 歷史
1993年，年僅12歲的詹姆斯·施馬茲（James Schmalz）受遊戲《星际控制II》啟發而開發的《太陽風》、《Epic彈球》交由Epic MegaGames（於1999年更名為Epic Games）發行，而在《Epic彈球》取得巨大的成功後，詹姆斯於同年創立了Digital Extremes公司並與Epic MegaGames展開將近十年的合作。
Digital Extremes利用Epic Games於1998年問世的虚幻引擎合作開發了一款第一人稱射擊遊戲《魔域幻境》，並於同年推出。隔年推出的《魔域幻境之浴血戰場》更是奪得多項獎項，與後續的《魔域幻境》系列遊戲於跨平台共賣出超過1500萬份。
在多年與Epic Games合作過後，Digital Extremes期望獨立開發遊戲，並於2000年時於官方網站公布了該公司第一個獨立遊戲《黑暗戰區》的早期版本，但公司後續決定重新製作這款遊戲，並使用該公司打造的進化引擎（Evolution Engine）開發。最終遊戲於2008年時於PlayStation 3、Xbox 360、PC上發行。
在此期間，Digital Extremes與2K Games合作打造《黑暗領域2》、PlayStation 3版本的《生化奇兵》，與該遊戲續作《生化奇兵2》的多人遊戲模式。同時公司與THQ合作開發其旗下第一人稱射擊遊戲《家園戰線》的多人遊戲部分。
2013年，Digital Extremes與萬代南夢宮、派拉蒙影業合作開發與電影《闇黑無界：星際爭霸戰》連動的遊戲《星艦迷航記》，而該遊戲則取得大多負面的評價。
2014年10月14日，森寶食品控股有限公司（2015年更名為樂遊科技）與完美世界合作收購了Digital Extremes共61%的股份。2016年6月時樂遊更是收購了Digital Extremes剩下的股份，成為Digital Extremes的最大股東。2020年12月23日，樂遊被腾讯收購，代表Digital Extremes將歸屬於騰訊旗下。對此該公司的開發者們表示，雖然透過騰訊使得它們能夠更好的支援《戰甲神兵》中國版的開發，但公司不會受騰訊影響並會維持獨立運營。
2017年10月6日，Digital Extremes宣布擴展工作室並設點於加拿大多倫多。

## 開發項目
Digital Extremes於2000年開發的遊戲《黑暗戰區》本打算將背景設於科幻的外太空，但由於市場因素被改成了以現代戰爭為主題進行開發。2012年，《戰甲神兵》作為一款免费游戏，繼承了《黑暗戰區》的原始理念並於2013年3月發行於PC平台。隨後這款遊戲陸續於同年11月發行於PlayStation 4，2014年發行於Xbox One上。在2018年舉行的該遊戲大型聚會TennoCon上，Digital Extremes宣布《戰甲神兵》將登綠任天堂Switch平台。2021年TennoCon上則宣布將會進行跨平台遊戲與移動端平台版的開發。
《戰甲神兵》發布後幾年，開發團隊仍持續發布遊戲的大型更新。
此外2015年，Digital Extremes曾與美國電子遊戲開發商n-Space開發角色扮演遊戲《劍灣傳說》。2019年時與人頭工作室合作發行《Survive By》，一款免費清版射击MMO游戏。

## 旗下科技產品
進化引擎是Digital Extremes主要的遊戲開發引擎。該引擎與用這款引擎製作的遊戲《黑暗戰區》一同推出，後續推出的遊戲黑暗領域2也有運用這款引擎。2013年的《星艦迷航記》正式介紹了這款引擎，並將此技術運用在同年發行的免費遊戲《戰甲神兵》上。

## 獎項
自《戰甲神兵》上市以來，該遊戲便不斷的擴展並取得大量的人氣，使得《戰甲神兵》獲得多個遊戲大獎，其中包括在2017年末時在Steam舉辦的票選活動中贏得的「甜蜜的負擔」獎項。該獎項資格為「出了好一段時間且有持續更新的遊戲」，符合資格的遊戲會由Steam提名，並交給玩家投票決定。此外在2017與2018年時該遊戲也被游戏大奖提名為「最佳營運遊戲」之一，但分別輸給《鬥陣特攻》與《堡垒之夜》。
2018年初，《戰甲神兵》則作為最佳動作遊戲贏得了威比奖中的人民之聲獎，且同時贏得了國際電視包裝設計獎的最佳行銷活動。同年三月，Noclip，一家經由群眾募資的媒體公司出版了Digital Extremes製作《戰甲神兵》的紀錄片。
Digital Extremes的就職環境在2010年至2018年並認為是加拿大頂尖之一除此以外，該公司也同時被認可為「最適合青年就職環境」之一。 2010年與2011年時，金融郵報指定Digital Extremes為加拿大最適合工作的十間公司之一。
該公司在企業評論網Glassdoor上有3.6/5顆星的評分，74%的員工表示他們會推薦Digital Extremes給朋友就職。此外在2010年安大略省的小型企業獎中該公司也曾獲獎。且公司亦在2012年的倫敦商會年度獎項中取得人力資源獎的佳績。

## 已發行遊戲
|      | 遊戲名稱                            | 發行平台 | 發行平台 | 發行平台 | 發行平台 | 發行平台 | 發行平台 | 發行平台 | 發行平台 | 發行平台 | 發行平台 | 發行平台 | 發行平台 | 發行平台 |
| DC   | 遊戲名稱                            | DOS      | Lin      | Mac      | PS       | PS2      | PS3      | PS4      | Win      | Xbox     | X360     | XOne     | Switch   |          |
| ---- | ----------------------------------- | -------- | -------- | -------- | -------- | -------- | -------- | -------- | -------- | -------- | -------- | -------- | -------- | -------- |
| 1993 | 太陽風                              | 否       | 是       | 否       | 否       | 否       | 否       | 否       | 否       | 否       | 否       | 否       | 否       | 否       |
| 1993 | Epic彈球                            | 否       | 是       | 否       | 否       | 否       | 否       | 否       | 否       | 否       | 否       | 否       | 否       | 否       |
| 1993 | Silverball                          | 否       | 是       | 否       | 否       | 否       | 否       | 否       | 否       | 否       | 否       | 否       | 否       | 否       |
| 1995 | 極限彈球                            | 否       | 是       | 否       | 否       | 是       | 否       | 是       | 否       | 否       | 否       | 否       | 否       | 否       |
| 1998 | 魔域幻境                            | 否       | 否       | 否       | 是       | 否       | 否       | 否       | 否       | 是       | 否       | 否       | 否       | 否       |
| 1999 | 魔域幻境之浴血戰場                  | 是       | 否       | 是       | 是       | 否       | 是       | 否       | 否       | 是       | 否       | 否       | 否       | 否       |
| 2001 | Adventure Pinball: Forgotten Island | 否       | 否       | 否       | 否       | 否       | 否       | 否       | 否       | 是       | 否       | 否       | 否       | 否       |
| 2002 | 魔域幻境之武林至尊                  | 否       | 否       | 否       | 否       | 否       | 否       | 否       | 否       | 否       | 是       | 否       | 否       | 否       |
| 2002 | 魔域幻境之浴血戰場2003              | 否       | 否       | 是       | 是       | 否       | 否       | 否       | 否       | 是       | 否       | 否       | 否       | 否       |
| 2004 | 魔域幻境之浴血戰場2004              | 否       | 否       | 是       | 是       | 否       | 否       | 否       | 否       | 是       | 否       | 否       | 否       | 否       |
| 2005 | 狠將奇兵                            | 否       | 否       | 否       | 否       | 否       | 否       | 否       | 否       | 是       | 是       | 否       | 否       | 否       |
| 2006 | 殺戮地帶                            | 否       | 否       | 否       | 否       | 否       | 否       | 否       | 否       | 是       | 是       | 否       | 否       | 否       |
| 2008 | 黑暗戰區                            | 否       | 否       | 否       | 否       | 否       | 否       | 是       | 否       | 是       | 否       | 是       | 否       | 否       |
| 2008 | 生化奇兵(PS3移植)                   | 否       | 否       | 否       | 否       | 否       | 否       | 是       | 否       | 否       | 否       | 否       | 否       | 否       |
| 2010 | 生化奇兵2 (多人遊戲)                | 否       | 否       | 否       | 是       | 否       | 否       | 是       | 否       | 是       | 否       | 是       | 否       | 否       |
| 2011 | 家園戰線 (多人遊戲)                 | 否       | 否       | 否       | 否       | 否       | 否       | 否       | 否       | 是       | 否       | 否       | 否       | 否       |
| 2012 | 黑暗領域2                           | 否       | 否       | 否       | 是       | 否       | 否       | 是       | 否       | 是       | 否       | 是       | 否       | 否       |
| 2013 | 戰甲神兵                            | 否       | 否       | 否       | 否       | 否       | 否       | 否       | 是       | 是       | 否       | 否       | 是       | 是       |
| 2013 | 星艦迷航記                          | 否       | 否       | 否       | 否       | 否       | 否       | 是       | 否       | 是       | 否       | 是       | 否       | 否       |
| 2015 | 劍灣傳說                            | 否       | 否       | 是       | 是       | 否       | 否       | 否       | 是       | 是       | 否       | 否       | 是       | 否       |
| 2017 | 驚奇永生                            | 否       | 否       | 否       | 否       | 否       | 否       | 否       | 否       | 是       | 否       | 否       | 否       | 否       |
| 2018 | Survived By (發行)                  | 否       | 否       | 否       | 否       | 否       | 否       | 否       | 否       | 是       | 否       | 否       | 否       | 否       |

## 外部連結
- 官方网站